# Apolysis lactearia
Apolysis lactearia är en tvåvingeart som beskrevs av Hesse 1975. Apolysis lactearia ingår i släktet Apolysis och familjen svävflugor. Inga underarter finns listade i Catalogue of Life.